# Illies (Nord)
Illies település Franciaországban, Nord megyében. Lakosainak száma 1688 fő (2022. január 1.). Illies Aubers, Salomé, Lorgies, Wicres, La Bassée, Herlies és Marquillies községekkel határos.

## Népesség
A település népességének változása:
| Lakosok száma | 1409 | 1469 | 1556 | 1624 | 1635 | 1635 | 1640 | 1664 | 1688 |
|               | 2013 | 2015 | 2016 | 2017 | 2018 | 2019 | 2020 | 2021 | 2022 |